# Morgane Ribout
Morgane Ribout (Lille, 11 de janeiro 1988) é uma judoca da França, que compete na categoria -57 kg. Sua conquista mais importante foi o Campeonato Mundial de Judô de 2009

## Resultados
| Ano  | Competição                         | Local     | Résultado | Categoria |
| ---- | ---------------------------------- | --------- | --------- | --------- |
| 2007 | Campeonato Europeu de Judô         | Salzburgo | 3º        | -57 kg    |
| 2008 | Campeonato Europeu de Judô         | Zagreb    | 7º        | -57 kg    |
| 2009 | Campeonato Europeu de Judô         | Tbilissi  | 3º        | -57 kg    |
| 2009 | Campeonato Mundial de Judô de 2009 | Rotterdam | 1º        | -57 kg    |